# Zampa (Bitou)
Pour les articles homonymes, voir Zampa (homonymie).
Zampa est une localité située dans le département de Bitou de la province du Boulgou dans la région Centre-Est au Burkina Faso.

## Démographie
| 2003  | 2006  | 2012 |
| ----- | ----- | ---- |
| 1 974 | 1 855 | -    |

## Santé et éducation
Le centre de soins le plus proche de Zampa est le centre de santé et de promotion sociale (CSPS) de Bitou tandis que le centre médical avec antenne chirurgicale (CMA) de la province se trouve à Tenkodogo.
Zampa possède une école primaire publique. 